# Phalangium minutum
Phalangium minutum is een hooiwagen uit de familie echte hooiwagens (Phalangiidae).